# Edie Sedgwick
Edith Minturn „Edie“ Sedgwick (20. dubna 1943, Santa Barbara, Kalifornie – 16. listopadu 1971, Santa Barbara, Kalifornie) byla americká herečka a modelka a společenská celebrita. Proslula jako jedna ze superstar Andyho Warhola, když v 60. letech účinkovala v několika jeho krátkých filmech. Její výrazná přítomnost na scéně jí vynesla označení „It Girl“ a časopis Vogue ji v roce 1965 nazval „Youthquaker“, tedy symbolem mladé generace, která měnila tvář módy a kultury. Její vzdálená sestřenice Kyra Sedgwick je rovněž herečka.

## Život

### Rodinný původ
Edie Sedgwick pocházela z významné americké rodiny s hlubokými kořeny v historii Massachusetts. Její předek Robert Sedgwick (asi 1611 – 1656) byl prvním generálem kolonie Massachusetts Bay a usadil se v Charlestownu už v roce 1635. Rodina později sídlila ve Stockbridge, kde se po americké revoluci usadil soudce Theodore Sedgwick (1746 – 1813). Ten se proslavil tím, že jako první právník úspěšně obhájil svobodu černošské ženy Elizabeth Freemanové na základě Listiny práv státu Massachusetts.
Mezi její předky patřil i Ephraim Williams, zakladatel Williams College, a William Ellery (1727 – 1820), signatář Deklarace nezávislosti. Z matčiny strany pocházela z rodiny Henryho Wheelera de Foresta (1855 – 1938), prezidenta železniční společnosti Southern Pacific Railroad, a také Jessého de Foresta, který se podílel na osidlování Nového Amsterdamu.
Její dědeček Henry Dwight Sedgwick III (1861 – 1957) byl historik a spisovatel, prababička Susanna Shaw byla sestrou plukovníka Roberta Goulda Shawa (1837 – 1863), velitele afroamerického pluku v občanské válce. Další předek, Robert Bowne Minturn (1805 – 1866), spoluvlastnil slavnou plachetnici Flying Cloud a přispěl k založení Central Parku v New Yorku.

### Raná léta
Edie Sedgwick se narodila 20. dubna 1943 v Santa Barbaře v Kalifornii jako sedmé z osmi dětí Alice Delano de Forestové a Francise Minturna Sedgwicka, rančera, sochaře a člena historické rodiny Sedgwicků z Massachusetts. Její matka byla dcerou prezidenta železniční společnosti Southern Pacific Railroad. Edie byla pojmenována po pratetě Edith Minturn Stokesové, kterou portrétoval John Singer Sargent.
Navzdory rodinnému bohatství a společenskému postavení bylo její dětství poznamenáno izolací a přísnou výchovou. Děti byly vychovávány doma pod dohledem chův a žily na rodinných rančích daleko od okolního světa. Už ve třinácti letech se u Edie rozvinula porucha příjmu potravy. Kvůli zdravotním problémům byla několikrát přeřazena ze škol a nakonec hospitalizována v psychiatrických zařízeních.
Vztahy s otcem byly komplikované. Byl popisován jako chladný, manipulativní a často krutý. Edie později uvedla, že ji v dětství sexuálně obtěžoval. V roce 1962 byla na jeho žádost umístěna do soukromé psychiatrické léčebny Silver Hill v Connecticutu. Později byla převezena do Bloomingdale Hospital v New Yorku, kde se její zdravotní stav zlepšil.
V roce 1963 se přestěhovala do Cambridge v Massachusetts, kde studovala sochařství u své sestřenice, sochařky Lilian Swann Saarinenové. V té době se pohybovala v bohémském prostředí harvardské společnosti.
Edie byla hluboce zasažena smrtí svých dvou starších bratrů. Francis spáchal sebevraždu v roce 1964, Robert zemřel při motocyklové nehodě na Silvestra 1965. Na své jednadvacáté narozeniny obdržela od babičky svěřenecký fond ve výši osmdesát tisíc dolarů. V září 1964 se přestěhovala do New Yorku, aby se věnovala kariéře modelky.

## Warholova Továrna (1965 až 1966)

### Film
V březnu 1965 se Edie Sedgwick seznámila s Andym Warholem na večírku u producenta Lestera Perskyho. Brzy začala pravidelně navštěvovat jeho ateliér The Factory v centru Manhattanu. Warhol ji spontánně obsadil do filmu Vinyl, i když měl původně pouze mužské obsazení. Krátce nato se objevila i v krátké scéně filmu Horse.

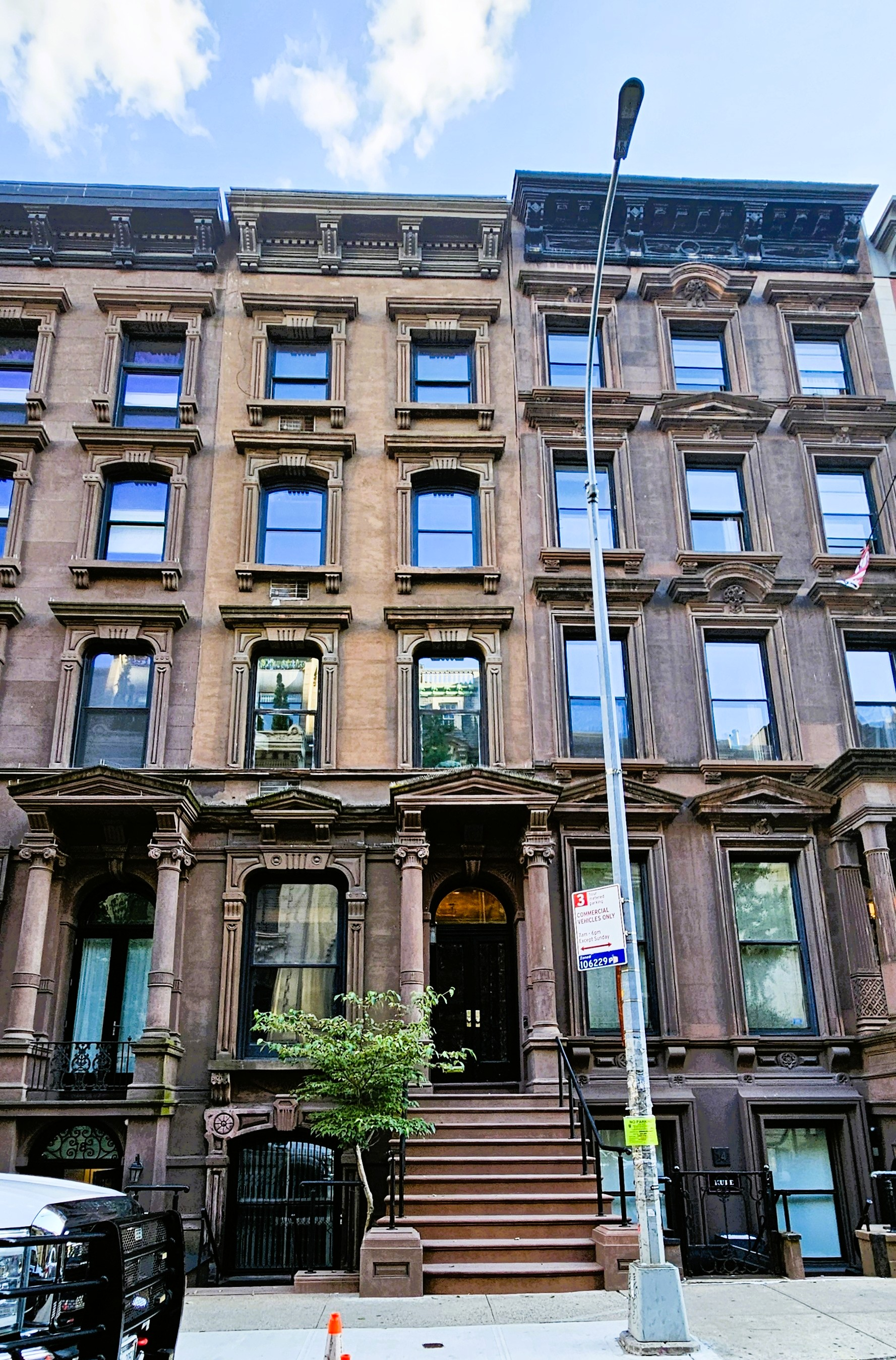
Budova na Upper East Side v New Yorku, kde Edie Sedgwick bydlela ve 3. patře během 60. let.

Její přítomnost ve filmech vzbudila zájem a Warhol jí svěřil hlavní roli ve snímku Poor Little Rich Girl, který zachycoval její každodenní život. Následovaly filmy Kitchen a Beauty No. 2, kde se objevila v intimních scénách s Ginem Piserchiem, zatímco ji mimo záběr provokoval Chuck Wein.
V roce 1965 natočila s Warholem ještě několik dalších filmů, například Outer and Inner Space, Prison, Lupe a Chelsea Girls. Záběry z posledního jmenovaného byly později použity ve filmu Afternoon. Koncem roku se jejich vztah rozpadal a Edie se začala pohybovat v okruhu Boba Dylana.
Po požáru v jejím bytě na podzim 1966 se znovu vrátila do Factory, kde ji Warhol obsadil do svého posledního filmu s ní, The Andy Warhol Story. Film nebyl nikdy oficiálně uveden, promítal se pouze jednou v The Factory.

### Módní ikona
Edie Sedgwick si získala pozornost médií nejen díky svým filmovým rolím, ale především svým výrazným stylem. Nosila černé trikoty, minisukně, velké náušnice a silný oční make-up. Vlasy si ostříhala nakrátko a barvila je stříbrným sprejem, čímž ladila s Warholovým vzhledem. Časopis Vogue ji v roce 1965 označil za „It Girl“ a „Youthquaker“, symbol mladé generace, která měnila tvář módy. V témže roce ji magazín Life představil jako „dívku v černých punčochách“.

## Pozdější roky (1967 až 1971)
Po rozchodu s Andym Warholem se Edie Sedgwick pokusila o samostatnou hereckou kariéru. V roce 1967 začala natáčet film Ciao! Manhattan, který byl inspirován jejím vlastním životem. Během natáčení založila požár ve svém pokoji v hotelu Chelsea a byla krátce hospitalizována. Kvůli zhoršujícímu se zdravotnímu stavu způsobenému užíváním drog bylo natáčení přerušeno.
V letech 1968 a 1969 byla několikrát hospitalizována kvůli závislosti a duševním potížím. Po návratu na rodinný ranč v Kalifornii se v roce 1969 seznámila v nemocnici s Michaelem Postem, kterého si v červenci 1971 vzala. Na konci roku 1970 se vrátila k natáčení Ciao! Manhattan, které bylo dokončeno začátkem roku 1971. Do filmu byly zakomponovány i její osobní audiozáznamy. Snímek byl uveden v únoru 1972, několik měsíců po její smrti.

## Smrt
Večer 15. listopadu 1971 se Edie Sedgwick zúčastnila módní přehlídky v muzeu v Santa Barbaře, kde byla natáčena část televizního pořadu An American Family. Poté navštívila večírek, kde pila alkohol, a zavolala svému manželovi Michaelu Postovi, aby ji odvezl domů. Cestou mu vyjádřila pochybnosti o jejich manželství. Před spaním jí podal předepsané léky. Sedgwick rychle usnula, ale její dýchání bylo nepravidelné. Post to přičítal jejímu kouření a šel spát.
Ráno 16. listopadu ji našel mrtvou. Pitva potvrdila akutní otravu barbituráty v kombinaci s alkoholem. V krvi měla 0,17 % alkoholu a vysokou hladinu sedativ. Koroner označil příčinu smrti jako nejasnou, s možností nehody nebo sebevraždy. Bylo jí 28 let.
Edie Sedgwick byla pohřbena na hřbitově Oak Hill Cemetery v Ballardu v Kalifornii. Na náhrobku stojí: „Edith Sedgwick Post, manželka Michaela Bretta Posta, 1943–1971“.

## Filmografie
- Horse (1965)
- Vinyl (1965)
- Bitch (1965)
- Screen Test No.1 (1965)
- Screen Test No.2 (1965)
- Poor Little Rich Girl (1965)
- Face (1965)
- Restaurant (1965)
- Kitchen (1965)
- Afternoon (1965)
- Space (1965)
- Beauty II (1965)
- Factory Diaries (1965)
- Outer and Inner Space (1965)
- Prison (1965)
- Lupe (1966)
- The Andy Warhol Story (1966)
- **** (1967)
- Diaries, Notes and Sketches (1969)
- Ciao! Manhattan (1972)